# Caenagnesia schmitti
Caenagnesia schmitti är en sjöpungsart som beskrevs av Kott 1969. Caenagnesia schmitti ingår i släktet Caenagnesia och familjen Agneziidae.
Artens utbredningsområde är Södra Ishavet. Inga underarter finns listade.